# Дефензин

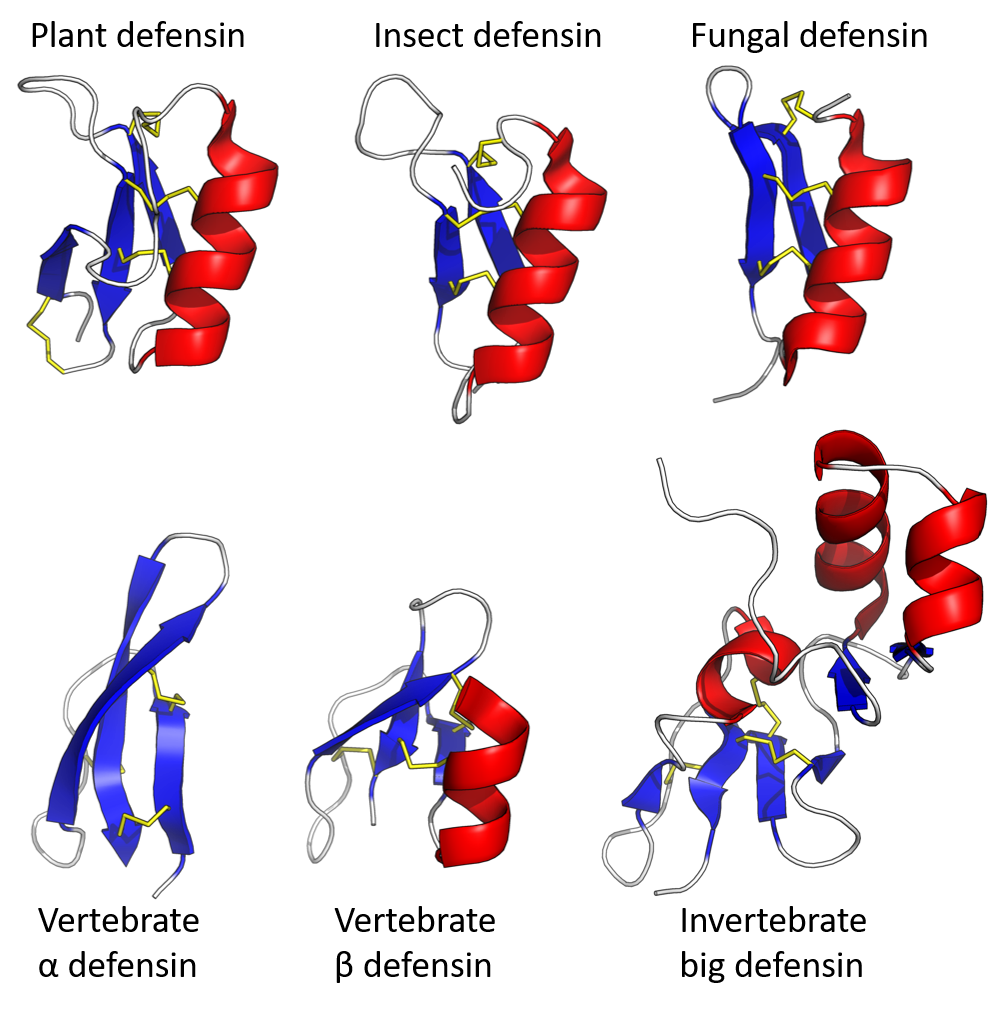
Приклади дефензинів: 1MR4, 2KOZ, 1FJN, 2LXZ, 1IJV та 2RNG. Альфа-спіраль показана червоним, бета-структура — синім, дисульфідні зв'язки — жовтим.

Суперсімейство транс-дефензинів: жовтим кольором показані два найбільш консервативні дисульфідні зв'язки, що з'єднують бета-ланцюг з двома різними елементами вторинної структури. Праворуч — приклад, 1IJV.

Суперсімейство цис-дефензинів: жовтим кольором показані два найбільш консервативні дисульфідні зв'язки, що з'єднують бета-ланцюг з тією самою альфа-спіраллю. Праворуч — приклад, 1MRR4.

Дефензини — невеликі катіонні білки, багаті на цистеїн, які знаходяться в клітинах хребетних і безхребетних тварин, рослин і грибів. Вони є захисними пептидами хазяїна, які демонструють або пряму антимікробну активність, або імунну сигнальну активність, або обидві. Дефензини по-різному активні проти бактерій, грибів і багатьох вірусів з оболонкою та без оболонки. Зазвичай вони мають довжину 18-45 амінокислот і містять три або чотири дисульфідні зв’язки.
У тварин дефензини виробляються клітинами вродженої імунної системи та епітеліальними клітинами, тоді як у рослин і грибів — різними тканинами. Організм зазвичай виробляє багато різних дефензинів, деякі з яких зберігаються всередині клітин (наприклад, у нейтрофільних гранулоцитах для знищення фагоцитованих бактерій), а інші секретуються у позаклітинне середовище. Серед тих, які безпосередньо вбивають мікроби, механізм дії варіює від руйнування мембрани мікробної клітини до порушення метаболізму.

## Види дефензинів
Назва «дефензин» була придумана в середині 1980-х років, хоча ці білки називали по-різному: «Катіонні протимікробні білки», «Пептиди нейтрофілів», «Гамма-тіоніни» тощо.
Не всі білки, які називаються «дефензинами», є еволюційно спорідненими. Натомість вони поділяються на два великих суперсімейства, кожне з яких містить кілька сімейств. Одне суперсімейство, транс-дефензини, містить дефензини людини та інших хребетних, а також деяких безхребетних. Інше суперсімейство, цис-дефензини, містить дефензини, знайдені в безхребетних, рослинах і грибах. Суперсімейства та сімейства визначаються загальною третинною структурою, і кожне сімейство зазвичай має консервативну структуру дисульфідних зв’язків. Усі дефензини утворюють невеликі та компактні складчасті структури, як правило, з високим позитивним зарядом, які є високостабільними завдяки численним дисульфідним зв’язкам. У всіх сімействах основні гени, відповідальні за виробництво дефензину, є високополіморфними.

### Транс-дефензини
Дефензини хребетних — це переважно α-дефензини та β-дефензини. Деякі примати додатково мають набагато менші θ-дефензини. Загалом, як α-, так і β-дефензини кодуються генами з двома екзонами, де перший екзон кодує гідрофобну лідерну послідовність (яка видаляється після трансляції) і збагачену цистеїном послідовність (у зрілому пептиді). Вважається, що дисульфідні зв’язки, утворені цистеїнами, є важливими для активності, пов’язаної з уродженим імунітетом у ссавців, але вони не обов’язково необхідні для антимікробної активності. Тета-дефензини утворюють одну бета-шпилькову структуру і тому представляють собою окрему групу. У людини експресуються лише альфа- та бета-дефензини.
| Тип         | Ген       | Розшифровка назви гена                           | Назва білка               | Опис |
| ----------- | --------- | ------------------------------------------------ | ------------------------- | --- |
| α-дефензини | DEFA1     | Дефензин, альфа 1                                | Дефензин нейтрофілів 1    | Експресуються в основному в нейтрофілах, а також у NK-клітинах і певних підгрупах Т-лімфоцитів. DEFA5 і DEFA6 експресуються в клітинах Панета тонкої кишки, де вони можуть регулювати та підтримувати мікробний баланс у просвіті кишки. |
| α-дефензини | DEFA1B    | Дефензин, альфа 1В                               | Дефензин, альфа 1         | Експресуються в основному в нейтрофілах, а також у NK-клітинах і певних підгрупах Т-лімфоцитів. DEFA5 і DEFA6 експресуються в клітинах Панета тонкої кишки, де вони можуть регулювати та підтримувати мікробний баланс у просвіті кишки. |
| α-дефензини | DEFA3     | Дефензин, альфа 3, специфічний для нейтрофілів   | Дефензин нейтрофілів 3    | Експресуються в основному в нейтрофілах, а також у NK-клітинах і певних підгрупах Т-лімфоцитів. DEFA5 і DEFA6 експресуються в клітинах Панета тонкої кишки, де вони можуть регулювати та підтримувати мікробний баланс у просвіті кишки. |
| α-дефензини | DEFA4     | Дефензин, альфа 4, кортикостатин                 | Дефензин нейтрофілів 4    | Експресуються в основному в нейтрофілах, а також у NK-клітинах і певних підгрупах Т-лімфоцитів. DEFA5 і DEFA6 експресуються в клітинах Панета тонкої кишки, де вони можуть регулювати та підтримувати мікробний баланс у просвіті кишки. |
| α-дефензини | DEFA5     | Дефензин, альфа 5, специфічний для клітин Панета | Дефензин-5                | Експресуються в основному в нейтрофілах, а також у NK-клітинах і певних підгрупах Т-лімфоцитів. DEFA5 і DEFA6 експресуються в клітинах Панета тонкої кишки, де вони можуть регулювати та підтримувати мікробний баланс у просвіті кишки. |
| α-дефензини | DEFA6     | Дефензин, альфа 6, специфічний для клітин Панета | Дефензин-6                | Експресуються в основному в нейтрофілах, а також у NK-клітинах і певних підгрупах Т-лімфоцитів. DEFA5 і DEFA6 експресуються в клітинах Панета тонкої кишки, де вони можуть регулювати та підтримувати мікробний баланс у просвіті кишки. |
| β-дефензини | DEFB1     | Дефензин, бета 1                                 | Бета-дефензин 1           | Є найпоширеними, виділяються лейкоцитами та епітеліальними клітинами багатьох видів. Наприклад, їх можна виявити на язиці, шкірі, e рогівці, слинних залозах, нирках, стравоході та дихальних шляхах. Було припущено (але також оскаржено), що деякі патології муковісцидозу виникають через пригнічення активності β-дефензину на епітеліальних поверхнях легенів і трахеї через високий вміст солі. |
| β-дефензини | DEFB2     | Дефензин, бета 2                                 | Бета-дефензин 2           | Є найпоширеними, виділяються лейкоцитами та епітеліальними клітинами багатьох видів. Наприклад, їх можна виявити на язиці, шкірі, e рогівці, слинних залозах, нирках, стравоході та дихальних шляхах. Було припущено (але також оскаржено), що деякі патології муковісцидозу виникають через пригнічення активності β-дефензину на епітеліальних поверхнях легенів і трахеї через високий вміст солі. |
| β-дефензини | DEFB3     | Дефензин, бета 3                                 | Бета-дефензин 3           | Є найпоширеними, виділяються лейкоцитами та епітеліальними клітинами багатьох видів. Наприклад, їх можна виявити на язиці, шкірі, e рогівці, слинних залозах, нирках, стравоході та дихальних шляхах. Було припущено (але також оскаржено), що деякі патології муковісцидозу виникають через пригнічення активності β-дефензину на епітеліальних поверхнях легенів і трахеї через високий вміст солі. |
| β-дефензини | DEFB103A  | Дефензин, бета 103B                              | Бета-дефензин 103         | Є найпоширеними, виділяються лейкоцитами та епітеліальними клітинами багатьох видів. Наприклад, їх можна виявити на язиці, шкірі, e рогівці, слинних залозах, нирках, стравоході та дихальних шляхах. Було припущено (але також оскаржено), що деякі патології муковісцидозу виникають через пригнічення активності β-дефензину на епітеліальних поверхнях легенів і трахеї через високий вміст солі. |
| β-дефензини | .         | .                                                | .                         | Є найпоширеними, виділяються лейкоцитами та епітеліальними клітинами багатьох видів. Наприклад, їх можна виявити на язиці, шкірі, e рогівці, слинних залозах, нирках, стравоході та дихальних шляхах. Було припущено (але також оскаржено), що деякі патології муковісцидозу виникають через пригнічення активності β-дефензину на епітеліальних поверхнях легенів і трахеї через високий вміст солі. |
| β-дефензини | DEFB106A  | Дефензин, бета 106A                              | Бета-дефензин 106А        | Є найпоширеними, виділяються лейкоцитами та епітеліальними клітинами багатьох видів. Наприклад, їх можна виявити на язиці, шкірі, e рогівці, слинних залозах, нирках, стравоході та дихальних шляхах. Було припущено (але також оскаржено), що деякі патології муковісцидозу виникають через пригнічення активності β-дефензину на епітеліальних поверхнях легенів і трахеї через високий вміст солі. |
| β-дефензини | DEFB106 B | Дефензин, бета 106B                              | Бета-дефензин 106B        | Є найпоширеними, виділяються лейкоцитами та епітеліальними клітинами багатьох видів. Наприклад, їх можна виявити на язиці, шкірі, e рогівці, слинних залозах, нирках, стравоході та дихальних шляхах. Було припущено (але також оскаржено), що деякі патології муковісцидозу виникають через пригнічення активності β-дефензину на епітеліальних поверхнях легенів і трахеї через високий вміст солі. |
| β-дефензини | DEFB107B  | Дефензин, бета 107A                              | Бета-дефензин 107         | Є найпоширеними, виділяються лейкоцитами та епітеліальними клітинами багатьох видів. Наприклад, їх можна виявити на язиці, шкірі, e рогівці, слинних залозах, нирках, стравоході та дихальних шляхах. Було припущено (але також оскаржено), що деякі патології муковісцидозу виникають через пригнічення активності β-дефензину на епітеліальних поверхнях легенів і трахеї через високий вміст солі. |
| β-дефензини | DEFB110   | Дефензин, бета 110                               | Бета-дефензин 110         | Є найпоширеними, виділяються лейкоцитами та епітеліальними клітинами багатьох видів. Наприклад, їх можна виявити на язиці, шкірі, e рогівці, слинних залозах, нирках, стравоході та дихальних шляхах. Було припущено (але також оскаржено), що деякі патології муковісцидозу виникають через пригнічення активності β-дефензину на епітеліальних поверхнях легенів і трахеї через високий вміст солі. |
| β-дефензини | .         | .                                                | .                         | Є найпоширеними, виділяються лейкоцитами та епітеліальними клітинами багатьох видів. Наприклад, їх можна виявити на язиці, шкірі, e рогівці, слинних залозах, нирках, стравоході та дихальних шляхах. Було припущено (але також оскаржено), що деякі патології муковісцидозу виникають через пригнічення активності β-дефензину на епітеліальних поверхнях легенів і трахеї через високий вміст солі. |
| β-дефензини | DEFB136   | Дефензин, бета 136                               | Бета-дефензин 136         | Є найпоширеними, виділяються лейкоцитами та епітеліальними клітинами багатьох видів. Наприклад, їх можна виявити на язиці, шкірі, e рогівці, слинних залозах, нирках, стравоході та дихальних шляхах. Було припущено (але також оскаржено), що деякі патології муковісцидозу виникають через пригнічення активності β-дефензину на епітеліальних поверхнях легенів і трахеї через високий вміст солі. |
| θ-дефензини | DEFT1P    | Дефензин, тета 1 псевдоген                       | не експресуються в людині | Рідкісні, і поки що були знайдені лише в лейкоцитах макака-резус і оливкового павіана Papio anubis, кодуючий ген у людей та інших приматів пошкоджений. |

Хоча найбільш добре вивченими є дефензини хребетних, сімейство транс-дефензинів, що має назву "великі дефензини", знайдено у молюсків, членистоногих і ланцетників.

### Цис-дефензини
Дефензини членистоногих є найкраще охарактеризованими дефензинами безхребетних (особливо комах). Інші безхребетні, які виробляють дефензини з цього суперсімейства білків, — це молюски, кільчасті черв'яки та кнідарії.
Рослинні дефензини були відкриті в 1990 році і згодом були знайдені в більшості рослинних тканин з антимікробною активністю (як протигрибковою, так і антибактеріальною). Вони були ідентифіковані в усіх основних групах судинних рослин, але не знайдені в папоротях, мохах чи водоростях.
Грибкові дефензини вперше були виявлені в 2005 році. Досліджені дефензини цієї групи мають в основному антибактеріальну активність і були знайдені в обох основних відділах грибів (Ascomycota та Basidiomycota), а також у таких відділах як Zygomycota та Glomeromycota.
Бактеріальні дефензини також були ідентифіковані, але на сьогодні найменш вивчені. Вони мають лише чотири цистеїни, тоді як майже всі еукаріотичні дефензини мають шість або вісім.

### Споріднені дефензиноподібні білки
Крім дефензинів, які беруть участь у захисті хазяїна, існує низка споріднених дефензин-подібних пептидів (defensin-like peptides, DLP), які в процесі еволюції отримали іншу активність.

#### Токсини
Схоже, було кілька еволюційних стадій переходу дефензинів до токсинових білків, що використовуються в отрутах тварин; вони діють за допомогою зовсім іншого механізму, ніж їхні антимікробні родичі, а саме: від зв’язування безпосередньо з іонними каналами до порушення нервових сигналів. Прикладами є кротаміновий токсин у зміїній отруті, багато токсинів скорпіонів, деякі токсини актинії та один із токсинів в отруті качкодзьоба.
Дійсно, дефензин комах був експериментально перетворений на токсин шляхом видалення невеликої петлі, яка інакше стерично перешкоджала взаємодії з іонними каналами.

#### Передача сигналу
У хребетних деякі α- і β-дефензини беруть участь у передачі сигналів між вродженою імунною та адаптивною імунною системами. У рослин спеціалізоване сімейство DLP бере участь у передачі сигналів, щоб виявити, чи відбулося самозапилення, і спричинити самостерильність, щоб запобігти інбридингу.

#### Інгібітори ферментів
Деякі антимікробні дефензини також виявляють певну інгібіторну активність щодо ферментів, а ось у рослин є дефензини, що функціонують головним чином як інгібітори ферментів, перешкоджаючи тваринам їсти їх.

## Функція
У незрілих сумчастих, оскільки їхня імунна система на момент народження недостатньо розвинена, дефензини відіграють головну роль у захисті від патогенів.  Вони виробляються в молоці матері, а також у молодих сумчастих тварин.
Дефензини, що знаходяться в грудному молоці людини, відіграють центральну роль в імунітеті новонароджених.
Геном людини містить гени тета-дефензину, але вони мають передчасний стоп-кодон, що перешкоджає їхній експресії. Штучний людський тета-дефензин, ретроциклін, був створений шляхом «фіксації» псевдогена, і було показано, що він є ефективним проти ВІЛ та інших вірусів, включно з вірусом простого герпесу та грипу A. Вони діють, головним чином, шляхом запобігання проникненню цих вірусів у клітини-мішені.
Також цікавим є вплив альфа-дефензинів на екзотоксин, що виробляється збудником сибірки Bacillus anthracis. Було показано, що ця бактерія, яка виробляє білковий летальний фактор металопротеази, чиєю мішенню є кіназа MAPKK, є вразливою до людського нейтрофільного білка-1 (human neutrophil protein, HNP-1), який поводить себе як зворотний неконкурентний інгібітор цього летального фактора.
Зазвичай вважається, що дефензини сприяють здоровому стану слизової оболонки; однак можливо, що ці пептиди можна вважати біологічними факторами, які можуть бути активовані біологічно активними сполуками, присутніми в грудному молоці людини. Наприклад, трилистниковий фактор 3, що міститься в грудному молоці, стимулює експресію бета-дефензинів hBD2 і hBD4 в епітеліальних клітинах кишечнику, тим самим посилюючи імунну відповідь новонароджених проти патогенів, з якими вони можуть контактувати.

## Патологія
Концентрація пептидів альфа-дефензину підвищується при хронічних запальних станах, деяких видах раку, включно з колоректальним раком.
Дисбаланс дефензинів у шкірі може сприяти появі акне.
Зменшення дефензинів клубової кишки може сприяти розвитку хвороби Крона.
В одному невеликому дослідженні було виявлено значне підвищення рівня альфа-дефензину в лізатах Т-клітин пацієнтів із шизофренією; у дискордантних парах близнюків неуражені близнюки також мали збільшення, хоча й не таке велике, як у їхніх хворих братів і сестер. Автори припустили, що рівень альфа-дефензину може виявитися корисним маркером ризику шизофренії.
Дефензини містяться в шкірі людини під час запальних захворювань, таких як псоріаз, а також під час загоєння ран.

## Застосування

### Дефензини
На даний час велике поширення антибіотикорезистентності вимагає пошуку і розробки нових протимікробних препаратів. З цієї точки зору дефензини (як і антимікробні пептиди в цілому) представляють великий інтерес. Показано, що дефензини мають виражену антибактеріальну активність щодо широкого спектру патогенів. Крім того, дефензини можуть підвищувати ефективність звичайних антибіотиків.

### Речовини, схожі на дефензини (міметики)
Міметики дефензину, які також називаються міметиками захисних пептидів хазяїна (HDP), є повністю синтетичними, непептидними, малими молекулярними структурами, які імітують дефензини за структурою та активністю. Подібні молекули, такі як брилацидин, розробляються як антибіотики , протизапальні засоби при запаленні слизової оболонки ротової порожнини і протигрибкові засоби, особливо при кандидозі.

## Дивіться також
- Захисні пептиди хазяїна, до яких належать дефензини.